# Houeillès
Houeillès (okzitanisch: Hoalhés) ist eine Gemeinde mit 550 Einwohnern (Stand: 1. Januar 2022) in Frankreich im Département Lot-et-Garonne in der Region Nouvelle-Aquitaine (vor 2016: Aquitanien). Die Gemeinde gehört zum Arrondissement Nérac und zum Kanton Les Forêts de Gascogne. Die Einwohner werden Houeillesais genannt.

## Geografie
Houeillès liegt etwa 46 Kilometer westlich von Agen. Umgeben wird Houeillès von den Nachbargemeinden Sauméjan im Norden und Nordwesten, Pompogne im Norden, Fargues-sur-Ourbise im Osten und Nordosten, Boussès im Süden und Südosten sowie Allons im Westen.

## Bevölkerungsentwicklung
| Jahr                       | 1962 | 1968 | 1975 | 1982 | 1990 | 1999 | 2006 | 2018 |
| Einwohner                  | 757  | 744  | 723  | 708  | 634  | 643  | 640  | 562  |
| Quellen: Cassini und INSEE |      |      |      |      |      |      |      |      |

## Sehenswürdigkeiten
- Wehrkirche Notre-Dame aus dem 13. Jahrhundert in Houeillès, Monument historique seit 1925
- Kirche Sainte-Quitterie in Jautan
- Reste von Turmhügelburgen in den Ortschaften Larché und Jautan

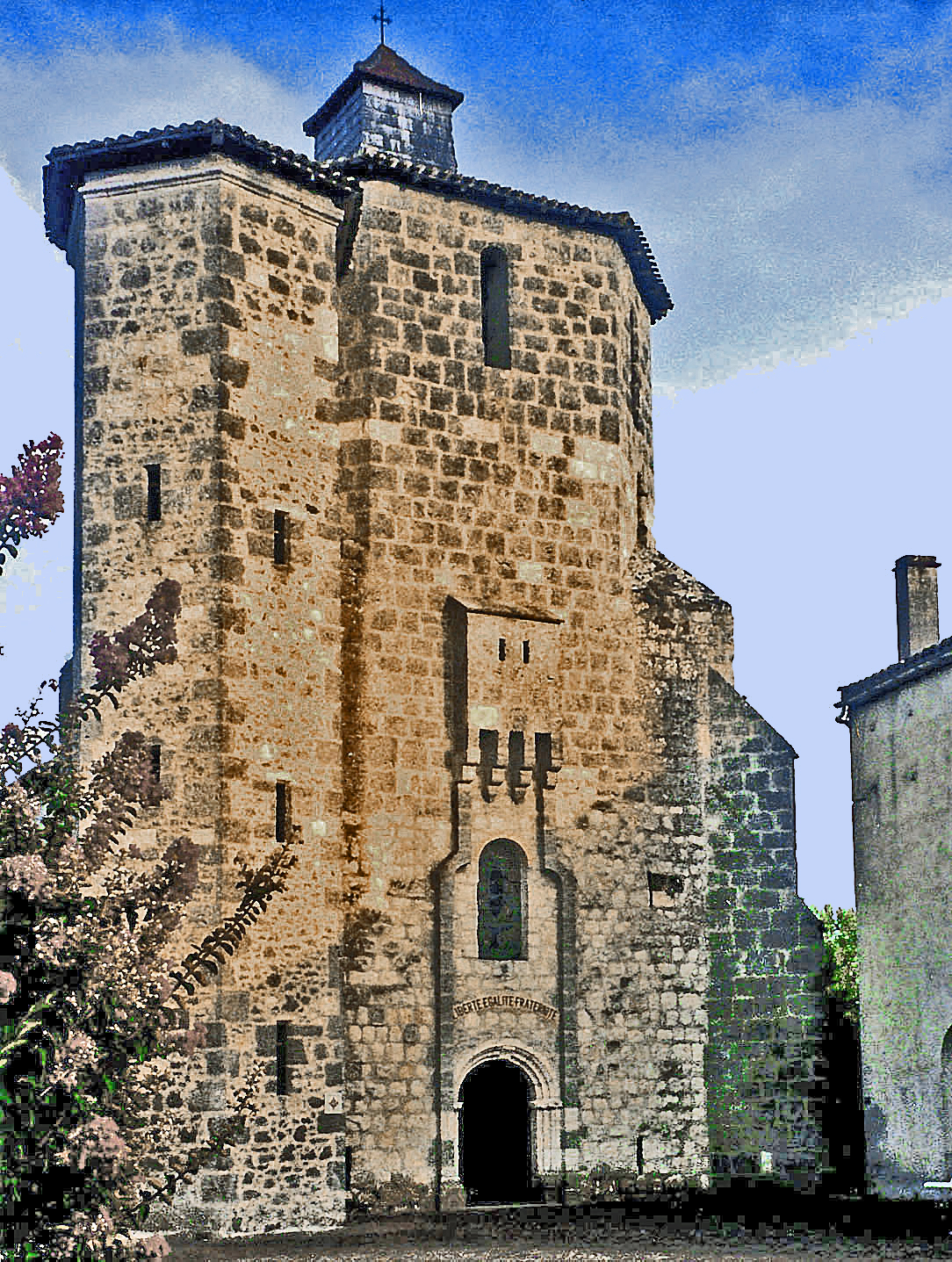
Kirche Notre-Dame